# Estaing, Aveyron
Estaing (okcitansko Estanh) je naselje in občina v južnem francoskem departmaju Aveyron regije Jug-Pireneji. Leta 2006 je naselje imelo 610 prebivalcev.

## Geografija
Kraj leži v pokrajini Rouergue ob okljuku reke Lot in njenem desnem pritoku Coussanne, 40 km severno od središča departmaja Rodeza.

## Uprava
Estaing je sedež istoimenskega kantona, v katerega so poleg njegove vključene še občine Campuac, Coubisou, Le Nayrac, Sébrazac in Villecomtal s 3.023 prebivalci.
Kanton Estaing je sestavni del okrožja Rodez.

## Zanimivosti
- grad Château d’Estaing iz 15. stoletja, posestvo stare francoske rodbine d'Estaing, izumrle v 18. stoletju. Njihov naslov je leta 1922 kupil francoski politik Edmond Giscard.
- cerkev Saint Fleuret, vmesna postaja na romarski poti v Santiago de Compostelo (Via Podiensis), od leta 1927 francoski zgodovinski spomenik,
- stari most na reki Lot, kot del romarske poti je na Unescovem seznamu svetovne kulturne dediščine.